# Bataille d'Ituzaingó
Guerre de Cisplatine
Batailles
- Sarandi
- Los Pozos (navale)
- Maldonado (navale)
- Juncal (navale)
- Ituzaingo
- Carmen de Patagones (navale)
- Lac Mirim (navale)
- Barrega (navale)

La bataille d'Ituzaingó (ou Passo do Rosário pour les Brésiliens) se déroula près de la rivière de Santa Maria. Pendant la guerre qui oppose l'Argentine (aidé des Uruguayens) au Brésil, une armée argentino-uruguayenne de 6 200 à 9 500 soldats se battit continuellement contre une armée brésilienne numériquement identique pendant deux ans lors d'escarmouches entre les territoires d'Uruguay et le long de la frontière brésilienne.

## Cause
À l'indépendance du Brésil en 1822, celui-ci intégra l'Uruguay comme une province mais l'Argentine et l'Uruguay refusèrent cette annexion. C'est pourquoi un groupe de révolutionnaires nommé les Trente-trois Orientaux commença dès 1825 des actions contre le pouvoir brésilien en place en Uruguay. Dès le 25 août, les Orientaux déclarèrent être indépendants vis-à-vis du Brésil et demandèrent à être intégrés comme province par l'Argentine. C'est cette annexion qui déclencha réellement la guerre entre les deux pays.
L'empereur brésilien Pierre Ier du Brésil nomma en décembre 1826 le général Felisberto Caldeira Brant, Marquis de Barbacena à la tête d'une armée de l'Armée impériale brésilienne pour faire face à cette alliance. Dans le même temps, l'alliance nomma le général Carlos María de Alvear comme commandant de l'Armée républicaine (argentino-uruguayenne). 
Le 20 janvier 1827, Alvear se déplaça avec ses troupes sur la frontière brésilienne. Il attaqua quelques villages et des petites villes pour obliger Barbacena à venir sur lui, alors qu'il avait déjà repéré les lieux pour la bataille. Son plan fonctionna.

## Déroulement
Le 18 février, l'armée républicaine passa la rivière Santa Maria et arriva la première sur les lieux du combat. Alvear utilisa cet avantage pour disposer au mieux son armée et donner ainsi l'avantage à sa cavalerie. L'armée impériale arriva sur le champ de bataille le lendemain 19 février. Barbacena refusa d'écouter les soldats, qui étaient exténués par la marche forcée qu'ils avaient effectuée pour arriver sur les lieux, et prépara un plan et ses troupes pour attaquer dès que possible le jour suivant. D'après certains historiens, Alvear avait fait croire à Barbacena qu'il ne poursuivait qu'une petite partie de l'armée républicaine, que la majorité des troupes n'était pas sur place et qu'Alvear n'était pas présent. La stratégie d'attaquer le plus vite possible aurait été dans ce cas juste puisqu'il suffisait d'attaquer l'armée d'Alvear en deux fois.
Croyant cela, Barbacena attaqua en envoyant sa cavalerie et son infanterie sur le 1er corps de l'Armée républicaine commandé par le chef uruguayen Juan Antonio Lavalleja. Les forces impériales franchirent donc la rivière pour encercler Lavalleja. Au début, la cavalerie uruguayenne essaya de bloquer le passage de la 1re Division de l'armée impériale, mais elle fut rapidement repoussée par l'ennemi, qui parvint même à prendre le contrôle de l'artillerie qui était sous les ordres du colonel Félix de Olazábal (es).
Alvear contre-attaqua alors avec sa cavalerie. Tandis qu'il attaquerait la 2e division ennemie au centre, le colonel Julian Laguna (es) dut attaquer l'extrême gauche des forces brésiliennes qui n'était formée que de volontaires non rompus à l'art de la guerre, pendant que le colonel Soler amenait ses hommes sur la 1re division. Par rapport au plan d'Alvear, la cavalerie et l'infanterie furent mal placées.
En effet, seul le centre de l'armée impériale, qui était expérimenté, ne bougea pas et garda sa position contre laquelle la cavalerie ne pouvait rien faire et quand l'armée Républicaine put encercler la 2e Division, cette dernière quitta le champ de bataille et l'armée républicaine ne put pas poursuivre l'ennemi à cause du manque de ressources. Alvear fit brûler le champ de bataille et repartit vers l'Uruguay.

## Conséquences
Ni Barbacena qui voulait aller jusqu'à Buenos Aires, ni Alvear qui voulait détruire l'armée Impériale ne fut vainqueur. La guerre quant à elle continua pendant encore un an. Néanmoins, en 1828, un traité fut signé entre le Brésil et l'Argentine, traité qui donnait l'indépendance à l'Uruguay.
La guerre a duré un an de plus avec des mêlées peu concluantes sur la terre entre de petits groupes d'hommes de chaque côté.
L'empire du Brésil a atteint la domination navale avec la bataille de Monte Santiago peu de temps après le triomphe républicain d'Ituzaingó. Sur le terrain, les villes de Montevideo et de Colonia del Sacramento sont restées sous le contrôle du Brésil.
Par conséquent, les actions des marines ont également joué un rôle dans l'issue du conflit.
« "L'armée est totalement dépourvue des moyens d'assiéger Montevideo plus efficacement que par le blocus terrestre, méthode dont l'expérience s'est avérée anodine, tant qu'il y a une prédominance de Brésiliens en mer. Cette guerre est, dans sa par essence, une guerre navale et la possession de la Banda Oriental et, peut-être, même celle de Montevideo, ne représenteraient aucun avantage pour Buenos Aires, tant que le blocus du fleuve pourra être maintenu par l'ennemi". »
En parlant de ça, José de San Martín a été très clair à ce sujet. Il dit à Tomás Guido en juillet 1827 :
« "Les deux victoires (Juncal et Ituzaingó) peuvent aider à accélérer la conclusion de la paix souhaitée; Cependant, je vous dirai franchement que, ne voyant aucune d'elles décisives, j'ai bien peur que, si l'empereur sait - comme il se doit - l'état de nos ressources pécuniaires et, surtout, celui de nos provinces, résistent à la conclure et, sans prolonger davantage la guerre d'un an, nous met dans une situation très critique.En conclusion, si l'influence du cabinet britannique, avec la situation précaire dans laquelle se trouve le Portugal, ne décide pas l'empereur à la paix, mes courtes lumières ne peuvent pas voir un remède à cette situation". »